# Carlos López Buchardo
Carlos López Buchardo (Buenos Aires, 12 d'octubre de 1881 - Buenos Aires, 21 d'abril de 1948) va ser un destacat compositor nascut a l'Argentina.
Era germà del pintor i compositor Próspero López Buchardo (1883-1964). Va iniciar els seus estudis musicals a Buenos Aires, i posteriorment a París amb Albert Roussel.
Fou director del Conservatori Nacional de Música i Declamació de la capital, individu de la Comissió Nacional de Belles Arts i de la Junta directiva del Teatro Colón, director de l'Escola Superior de Belles Arts de la Universitat de la Plata i president de l'Associació Wagneriana de Buenos Aires. López Buchardo, va esdevenir entre els compositors americans el que fou Enric Granados per Espanya, és a dir, el romàntic de factura irreprotxable i elevació de concepte. La seva obra no és copiosa, però si molt depurada i exquisida.
Són destacables les seves obres Amalia, les seves canciones argentinas, la seva Vidala, i la seva Canción del carretero, de forta empremta folclòrica, Sueño de Alma, fantasia lírica en tres actes, estrenada en el Teatro Colón de Buenos Aires el 1914 i tornada a representar el 1917. El compositor peruà Carlos Sánchez, li adapta una sèrie d'obres instrumentals a obres vocals.

Avui dia, el departament musical de l'IUNA duu el seu nom (la institució que va ser l'antic Conservatorio Nacional de Música "Carlos López Buchardo", i que va contribuir a la seva fundació).